# Ruth Handler
Ruth Marianna Handler, z domu Mosko (ur. 4 listopada 1916 w Denver, zm. 27 kwietnia 2002 w Los Angeles) – amerykańska bizneswomen, prezes przedsiębiorstwa Mattel, a także twórczyni lalki Barbie.

## Wczesne życie
Była córką polskich emigrantów żydowskiego pochodzenia, Jakuba Józefa Mosko i Idy z domu Rubenstein. Urodziła się jako dziesiąte dziecko pary. Jej ojciec przybył na Ellis Island w 1907 i po poinformowaniu władz o wykonywaniu zawodu kowala został wysłany do Denver. W 1908 jego żona wraz z sześciorgiem dzieci dołączyła do Jakuba. W związku z chorobą matki Ruth w wieku 6 miesięcy została wysłana do siostry i jej męża, gdzie mieszkała do 19 roku życia.

## Kariera
Ruth Handler zaczęła pierwszą pracę podczas studiów na University of Denver. Wykonywała wiele projektów dla firm takich jak Paramount czy Douglas Aircraft.
Podczas II wojny światowej plastik został zarezerwowany dla wojska i dlatego nie można go było używać w produkcji zabawek. W związku z tym Ruth została zmuszona do użycia materiałów zastępczych, takich jak np. drewno niskiej jakości. Dzięki temu firma państwa Handlerów zrealizowała zamówienie na drewniane ramki. Z czasem zostało ono podwojone. Dzięki temu sukcesowi powstało przedsiębiorstwo Mattel.

## Mattel i Barbie

### Mattel
Przedsiębiorstwo powstało w 1945 roku z inicjatywy Ruth i Elliota Handlerów oraz ich wspólnika Harolda Matsona. Na początku firma zajmowała się produkcją mebli, a potem po przejściu na rynek zabawek wprowadziła jedne z najbardziej rewolucyjnych pomysłów (wiele nowych zabawek, takich jak Barbie czy Hot Wheels), czym zmieniła kulturę i dzieciństwo wielu ludzi na całym świecie.

### Barbie
W 1956 podczas wakacji w Szwajcarii Ruth wraz z córką zobaczyły wystawę sklepową z lalkami przypominającymi ciała dorosłych. To skłoniło Ruth do powrotu do pomysłu, o którym myślała już kilka lat wcześniej. Przez następne 3 lata forsowała go w firmie, co zakończyło się sukcesem w 1959. Wówczas pierwsze lalki Barbie trafiły do sklepów. Wkrótce lalka stała się jedną z najlepiej sprzedających się zabawek w historii.

## Dalsze lata
W 1970 u Ruth zdiagnozowano nowotwór gruczołu sutkowego. Przeszła mastektomię: usunięto jej pierś, mięśnie klatki piersiowej i węzły chłonne. Po pokonaniu choroby stworzyła firmę Ruthton Corp. i zaczęła produkować protezy piersi dla kobiet po mastektomii. Stało się to dość popularne np. za sprawą ówczesnej pierwszej damy Stanów Zjednoczonych Betty Ford.
Dzięki m.in. tym działaniom, jak i wcześniejszym dokonaniom, Ruth Handler została nagrodzona wieloma nagrodami, np. tytułem Women of the Year in business („Los Angeles Times”) czy Volunteer Achievement Award (American Cancer Society).
Ruth zmarła w wieku 85 lat po komplikacjach, które wystąpiły po operacji raka jelita grubego.